# 27e cérémonie des Annie Awards
 (janvier 2018).
Si vous disposez d'ouvrages ou d'articles de référence ou si vous connaissez des sites web de qualité traitant du thème abordé ici, merci de compléter l'article en donnant les références utiles à sa vérifiabilité et en les liant à la section « Notes et références ».
La 27e cérémonie des Annie Awards a eu lieu le 6 novembre 1999 et a récompensé les films d'animations sortis en 1998.

## Productions

### Meilleur film d'animation
- Le Géant De Fer (The Iron Giant) – Warner Bros. Animation
  - 1 001 Pattes (A Bug's Life) – Walt Disney Pictures et Pixar Animation Studios
  - Le Prince d'Égypte (The Prince of Egypt) – DreamWorks Animation
  - South Park, le film (South Park: Bigger, Longer and Uncut) – Paramount Pictures et Warner Bros.
  - Tarzan – Walt Disney Pictures

### Meilleure production animée en vidéo
- Le Roi Lion 2 (The Lion King II: Simba's Pride) – Walt Disney Pictures
  - Le Petit Dinosaure : La Légende du mont Saurus (The Land Before Time VI: The Secret of Saurus Rock) – Universal Pictures
  - Pocahontas 2 : Un monde nouveau (Pocahontas II: Journey to a New World) – Walt Disney Pictures
  - Scooby-Doo sur l'île aux zombies (Scooby-Doo on Zombie Island)– Hanna-Barbera Productions et Warner Bros.

### Meilleure publicité animée
- Levi Strauss & Co. – "Sensitive"
  - Gnome – "Hollywood Gum"
  - Kraft Foods – "Tweety"
  - San Francisco Film Society – "Celebrate Being in the Dark"
  - Old Navy – "Performance Fleece"

### Meilleure production animée pour la télévision
- Les Simpson (The Simpsons) – Fox
  - Batman, la relève (Batman Beyond) – The WB Television Network
  - Futurama – Fox
  - Les Rois du Texas (King of the Hill) – Fox
  - The New Batman/Superman Adventures

## Récompenses individuelles

### Meilleurs effets animés
- Le Géant de fer (The Iron Giant) – Allen Foster
  - Tarzan – Peter de Mund
  - Le Géant de fer (The Iron Giant) – Michel Gagne
  - Les Castors allumés (The Angry Beavers) – Joel Krasnove
  - Le Prince d'Égypte (The Prince of Egypt) – Jamie Lloyd

### Meilleure animation de personnage
- Le Géant de fer (The Iron Giant) – Steve Markowski
  - Tarzan – Glen Keane
  - Tarzan – Ken Duncan
  - Le Géant de fer (The Iron Giant) – Jim ven der Keyl
  - Le Géant de fer (The Iron Giant) – Dean Wellins

### Meilleure animation pour le cinéma
- Le Géant de fer (The Iron Giant) – Brad Bird
  - Le Prince d'Égypte (The Prince of Egypt) – Brenda Chapman, Steve Hickner et Simon Wells
  - Fourmiz (Antz) – Eric Darnell et Tim Johnson
  - 1 001 Pattes (A Bug's Life) – John Lasseter et Andrew Stanton
  - Tarzan – Kevin Lima et Chris Buck

### Meilleure animation pour la télévision
- "Bougie Nights", Les Stubbs – Mark Gustafson
  - "Mommie Fearest", Les Supers Nanas – John McIntyre
  - "How I Spent My Weekend", Steven Spielberg Presents Pinky, Elmyra & the Brain – Nelson Recinos
  - "Max & His Special Problem", Oh Yeah! Cartoons – Dave Wasson

### Meilleure musique dans un film d'animation pour le cinéma
- Le Géant de fer (The Iron Giant) – Michael Kamen
  - "Two Worlds", Tarzan – Phil Collins
  - Fourmiz – Harry Gregson-Williams et John Powell
  - "We Are One", Le Roi lion 2 : L'Honneur de la tribu – Tom Snow, Marty Panzer et Jack Feldman
  - "My Lullaby", Le Roi lion 2 : L'Honneur de la tribu – Scott Warrender et Joss Whedon

### Meilleure Musique pour la télévision
- "That Is the Story That's Told by the Bard" (chanson), Histeria! – Randy Rogel
  - Main Title, Les Griffin – Walter Murphy, Seth MacFarlane et David Zuckerman
  - "The San Francisco Beat" (épisode), Titi et Grosminet mènent l'enquête – J. Eric Schmidt et Cameron Patrick
  - "Pluto's Arrow Error" (épisode), Mickey Mania – Stephen James Taylor

### Meilleur design de film d'animation pour le cinéma
- Le Géant de fer (The Iron Giant) – Alan Bodner
  - Fourmiz (Antz) – John Bell
  - 1 001 Pattes (A Bug's Life) – William Cone
  - Tarzan – Daniel St. Pierre
  - Le Géant de fer (The Iron Giant) – Mark Whiting

### Meilleur design d'épisode pour la télévision
- "Legends of the Dark Knight", The New Batman/Superman Adventures – Glen Murakami
  - "Boyz 'N' The Woods", Les Stubbs – Paul Harrod
  - "Uh Oh Dynamo", Les Super Nanas – Craig Kellman
  - "Friday", 4WD (Four Women Driving) – Sue Rose
  - "Sacred Identity", JetCat – Jay Stephens

### Meilleur storyboard dans un film d'animation pour le cinéma
- Le Géant de fer (The Iron Giant) – Mark Andrews
  - Le Prince d'Égypte (The Prince of Egypt) – Lorna Cook
  - Le Géant de fer (The Iron Giant) – Kevin O'Brien
  - Tarzan – Brian Pimental
  - Le Géant de fer (The Iron Giant) – Dean Wellins

### Meilleur storyboard pour la télévision
- "Black Out", Batman Beyond – Adam Van Wyk
  - "The Man with No Nose", Oh Yeah! Cartoons – Alex Kirwan
  - ""William Tell Overture", Mickey Mouse Works – Bob McKnight
  - "The Day the World Got Really Screwed Up", Les Castors allumés – Mitch Schauer
  - "Max & His Special Problem", Oh Yeah! Cartoons – Dave Wasson

### Meilleure doublage de personnage dans un film d'animation
- Eli Marienthal pour la voix de Hogarth Hughes dans Le Géant de fer (The Iron Giant)
  - Mary Kay Bergman pour la voix de Sheila Broflovski dans South Park, le film : Plus long, plus grand et pas coupé (South Park: Bigger, Longer and Uncut)
  - Minnie Driver pour la voix de Jane dans Tarzan
  - Ralph Fiennes pour la voix de Ramsès dans Le Prince d'Égypte (The Prince of Egypt)
  - Suzanne Pleshette pour la voix de Zira dans Le Roi lion 2 : L'Honneur de la tribu (The Lion King II: Simba's Pride)

### Meilleure doublage de personnage pour la télévision
- Rob Paulsen pour voix de Minus dans Steven Spielberg Presents Pinky, Elmyra & The Brain
  - Charlie Adler pour la voix de la Vache dans Cléo et Chico (Cow and Chicken)
  - Tara Charendoff pour la voix de Bulle dans Les Supers Nanas (The Powerpuff Girls)
  - Eddie Murphy pour la voix de Thurgood Stubbs dans Les Stubbs (The PJs)
  - Cree Summer pour la voix de Elmyra dans Steven Spielberg Presents Pinky, Elmyra & The Brain

### Meilleur scénario pour un film d'animation
- Le Géant de fer (The Iron Giant) – Brad Bird et Tim McCanlies
  - Fourmiz (Antz) – Todd Alcott, Chris Weitz et Paul Weitz
  - 1 001 pattes (A Bug's Life) – John Lasseter, Andrew Stanton, Joe Ranft, Donald McEnery et Bob Shaw
  - Tarzan – Tab Murphy, Bob Tzudiker et Noni White
  - South Park, le film : Plus long, plus grand et pas coupé (South Park: Bigger, Longer and Uncut) – Trey Parker, Matt Stone et Pam Brady

### Meilleur scénario pour la télévision
- "Les Simpson dans la Bible", Les Simpson – Tim Long, Larry Doyle et Matt Selman
  - "Rebirth Part I", Batman Beyond – Alan Burnett et Paul Dini
  - "Hank Cowboy Film", Les rois du Texas – Jim Dauterive
  - "Lawsuit", Space Ghost Coast to Coast – Evan Dorkin et Sarah Dyer
  - "The Series Has Landed", Futurama – Ken Keeler

## Récompenses spéciales

### June Foray Award
Acte de bienfaisance ou aide ayant eu un impact sur l'art et l'industrie de l'animation.
- Dave Master

### Winsor McCay Award
La reconnaissance de la vie ou de la carrière, ou des contributions à l'art de l'animation.
- Marcell Jankovics
- Ray Patterson
- Ernie Con Pederson

### Prouesse technique dans le domaine de l'Animation
- Eric Daniels

### Certificat de mérite
- Melanie Crandall
- Michael Mallory